# Мамонтова, Наталья Николаевна
Ма́монтова Ната́лья Никола́евна (25 апреля 1953, Москва — 17 декабря 2008, Москва) — советско-российский искусствовед, специалист по истории русского декоративно-прикладного и народного искусства, кандидат искусствоведения, доцент МГУ.

## Биография
Выпускница исторического факультета МГУ 1977 года. В 1985 году окончила аспирантуру Научно-исследовательского института художественной промышленности, где обучалась на заочном отделении с 1980 года. В феврале 1993 года защитила диссертацию на тему: «Художественные ремесла и промыслы Сергиева Посада (XY-XX вв.): к проблеме возникновения и развития русских художественных промыслов» на соискание учёной степени кандидата искусствоведения.
Работала в Государственном музее-усадьбе В. Д. Поленова (1976—1978), Государственном музее-заповеднике Абрамцево (1978—1980), НИИХП (1985—1992), ВМДПНИ (1992—1996), с 1996 года — старший научный сотрудник в отделе живописи второй половины XIX-начала XX века ГТГ. Автор курса «Русское Декоративно-прикладное искусство» на кафедре отечественного искусства исторического факультета.